# James Eckhouse
James Cower Eckhouse (* 14. Februar 1955 in Chicago, Illinois) ist ein US-amerikanischer Schauspieler und Regisseur. 

## Leben
Eckhouse arbeitet seit den frühen 1980er Jahren als Schauspieler. Er begann seine Karriere mit kleinen Gastrollen in Fernsehserien und Kurzauftritten in Kinofilmen wie 1983 in Die Glücksritter oder 1988 in Cocktail. International bekannt wurde er ab 1990 in der Rolle des Jim Walsh in der Fernsehserie Beverly Hills, 90210, die er bis 1995 in fünf Staffeln verkörperte. Nach seiner Zeit bei 90210 war er in zahlreichen Fernsehfilmen und -serien, zumeist in Gastrollen, z. B. in Ein Hauch von Himmel (2001), The Agency (2002) oder Boston Legal (2005), zu sehen. 2012 übernahm er eine Rolle in Marvel’s The Avengers.
Bei mehreren Episoden der Serien Beverly Hills, 90210 und Noch mal mit Gefühl führte Eckhouse Regie.
Eckhouse ist seit 1982 mit Sheila Kiliher Walsh verheiratet. Das Paar hat zwei Söhne, James Gabriel und John Alexander.

## Filmografie (Auswahl)

### Serien
- 1982: Another World (eine Folge)
- 1985/1988: Spenser (Spenser: For Hire, 2 Folgen)
- 1986: American Playhouse (2 Folgen)
- 1986–1987: Der Equalizer (The Equalizer, 2 Folgen)
- 1987/1989: CBS Summer Playhouse (Fernsehserie, 2 Folgen)
- 1989: Die besten Jahre (Thirtysomething, Folge 2x06)
- 1989: Matlock (Folge 4x08)
- 1990–1998: Beverly Hills, 90210 (139 Folgen)
- 1995: Der Marshal (The Marshal, Folge 2x12)
- 1996/1998: Chicago Hope – Endstation Hoffnung (Chicago Hope, 2 Folgen)
- 1997: Dharma & Greg (Folge 1x08)
- 1999: Nash Bridges (Folge 5x04)
- 1999–2000: Noch mal mit Gefühl (Once and Again, 4 Folgen)
- 2001: Ally McBeal (Folge 4x12 Damenwahl)
- 2001: Ein Hauch von Himmel (Touched by an Angel, Folge 7x22)
- 2001: Strong Medicine: Zwei Ärztinnen wie Feuer und Eis (Strong Medicine, Folge 2x10)
- 2001/2009: CSI: Vegas (CSI: Crime Scene Investigation, 2 Folgen)
- 2002: The West Wing – Im Zentrum der Macht (The West Wing, Folge 3x17 Poet Laureate)
- 2002: The Agency – Im Fadenkreuz der C.I.A. (The Agency, Folge 2x02)
- 2003: Hack – Die Straßen von Philadelphia (Hack, Folge 1x12)
- 2003: Für alle Fälle Amy (Judging Amy, Folge 5x10)
- 2004: Practice – Die Anwälte (The Practice, Folge 8x12)
- 2004: The District – Einsatz in Washington (The District, Folge 4x13)
- 2004: Without a Trace – Spurlos verschwunden (Without a Trace, Folge 2x16 Tempel der Absolution)
- 2004/2007: Las Vegas (2 Folgen)
- 2005: Boston Legal (Folge 2x01)
- 2006: Medium – Nichts bleibt verborgen (Medium, Folge 2x12)
- 2006: Crossing Jordan – Pathologin mit Profil (Crossing Jordan, Folge 5x11)
- 2006: Welcome, Mrs. President (Commander in Chief, Folge 1x15)
- 2006: Jericho – Der Anschlag (Jericho, Folge 1x03 Die vier Reiter)
- 2006: Nip/Tuck – Schönheit hat ihren Preis (Nip/Tuck, Folge 4x14 Willy Ward)
- 2008: Criminal Minds (Folge 3x19 Tabula Rasa)
- 2010: In Plain Sight – In der Schusslinie (In Plain Sight, Folge 3x12)
- 2011: Harry’s Law (Folge 1x08)
- 2011: Good Wife (The Good Wife, 2 Folgen)
- 2012: CSI: Miami (Folge 10x14 Stutenbisse)
- 2013: Zeit der Sehnsucht (Days of Our Lives, 9 Folgen)
- 2013: Masters of Sex (2 Folgen)
- 2014: Navy CIS: New Orleans (NCIS: New Orleans, Folge 1x02 Das gestiefelte Bein – Teil 2)
- 2015: Castle (Folge 7x22 Der Tod kommt live)
- 2015: Major Crimes (Folge 4x08 Lösegeld)
- 2016: American Experience (Folge 28x07)
- 2017: High & Mighty (7 Folgen)
- 2018: Navy CIS (Navy NCIS, Folge 15x20 Roter Phosphor)
- 2018: Station 19 (Folge 1x10)
- 2018: Code Black (Folge 3x12)
- 2018: The Affair (Folge 4x05)
- 2021: Chicago Med (Folge 6x11 Die drei Säulen)
- 2022: The Rookie (Folge 4x12)

### Film
- 1983: Die Glücksritter (Trading Places)
- 1985: Zurück zur Natur (When Nature Calls)
- 1987: Zwischen den Zeilen (84 Charing Cross Road)
- 1987: Eine verhängnisvolle Affäre (Fatal Attraction)
- 1988: Blue Jean Cop (Shakedown)
- 1988: Big
- 1988: Cocktail
- 1988: Zu Weihnachten eine Ehefrau (The Christmas Wife, Fernsehfilm)
- 1989: Die Schattenmacher (Fat Man and Little Boy)
- 1990: Ohne Zeugen (In the Best Interest of the Child, Fernsehfilm)
- 1991: Rendezvous im Jenseits (Defending Your Life)
- 1992: Auf und davon (Leaving Normal)
- 1993: Teufel der Verführung (Moment of Truth: Why My Daughter?, Fernsehfilm)
- 1994: Junior
- 1995: Spring Fling – Frühling in Watercrest (Spring Fling!, Fernsehfilm)
- 1996: Die Killer-Klinik (Terminal, Fernsehfilm)
- 1998: Familiensache (One True Thing)
- 1998: Judgement Day – Der jüngste Tag (Judgment Day)
- 2000: Joseph – König der Träume (Joseph: King of Dreams, Sprechrolle)
- 2002: Teuflische Begegnung (Malevolent)
- 2004: Cinderella Story (A Cinderella Story)
- 2005: Guess Who – Meine Tochter kriegst du nicht! (Guess Who)
- 2008: Half-Life
- 2008: Extreme Movie
- 2011: Liebe lässt mutig werden (Love’s Everlasting Courage, Fernsehfilm)
- 2012: Marvel’s The Avengers (The Avengers)
- 2013: Suche Mitbewohner, biete Familie (Second Chances, Fernsehfilm)
- 2016: The Boy on the Train
- 2018: A Simple Wedding
- 2022: Allegedly

## Trivia
Für seine Rolle in Beverly Hills, 90210 steht James Eckhouse auf Rang 41 der 2004 erschienenen TV-Guide-Liste der „50 größten TV-Väter aller Zeiten“.